# Pascal Kané
Pascal Kané, né le 21 janvier 1946 à Angoulême et mort le 31 août 2020 à Paris, est un cinéaste et critique de cinéma français.
Il a collaboré aux Cahiers du cinéma entre 1967 et 1981, avant de devenir cinéaste de fictions, dont Dora et la Lanterne magique (1978) ou Liberty belle (1983), et de documentaires, dont La Théorie du fantôme (2001).

## Biographie
Pascal Kané participe à la rédaction des Cahiers du cinéma, de 1967 à 1981, aux côtés de Serge Daney, Pascal Bonitzer, Jean Narboni ou encore Jean-Louis Comolli puis Olivier Assayas et Serge Toubiana. Durant cette période d'activité critique il collabore avec Marguerite Duras, prêtant sa voix dans India Song (1975), ainsi que pour de petits rôles à l'écran, pour La Vocation suspendue de Raoul Ruiz (1978) et Dernier Cri de Bernard Dubois (1988).
En 1970 il publie un livre sur Roman Polanski aux Éditions du Cerf.
À partir de 1975, il réalise en parallèle des courts métrages et productions pour la télévision, avec À propos de Pierre Rivière (1975), Chirico par Cocteau (1981), L'effet France aux USA (1987), Guimard : un architecte et ses folies (1992), Collections Privées/Art public (1993), Les Pierres de l'oubli (1993), Le Cinéphile et le village (1995) et Héroïnes de la Bible dans la peinture (2006).
Côté long métrage de fiction, il se lance dans le conte décalé avec Dora et la lanterne magique (1978), coécrit avec Raoul Ruiz, ou comment la fille d'un savant tente de percer le mystère du secret de son père.
Suit Liberty Belle (1983), une éducation politique et amoureuse dans la France troublée de la Guerre d'Algérie, avec Jérôme Zucca, Dominique Laffin et André Dussollier.
Puis Nouvelle Suite vénitienne (1985) avec Anne Alvaro d'après Sophie Calle.
Également attiré par le téléfilm, il réalise La Couleur de l'abîme (1983) avec Jean-François Stévenin, Le Monde d'Angelo (1998) avec Nils Tavernier et Luis Rego, et Rêves en France (2003) avec Marie-Christine Barrault.
Il coécrit Pondichéry, dernier comptoir des Indes réalisé par Bernard Favre (1997).
Le cinéaste retrouve le monde contemporain et la chronique sociale avec L'Éducatrice (1996) avec Nathalie Richard, Jean-François Stévenin et Brigitte Roüan, tout en replongeant dans la France occupée de 1941, pour une chronique familiale La fête des mères ou Un jeu d'enfant (1990) avec Dominique Lavanant, Jean Carmet, Marie Dubois et Laura Morante, La Shoah est plus précisément convoquée dans Je ne vous oublierai Jamais (2010) avec Rudi Rosenberg, Fanny Valette et Pierre Arditi, un thème déjà évoqué dans le moyen métrage documentaire La Théorie du fantôme (2002).
Pascal Kané a aussi été enseignant à l'IDHEC, à la Fémis à PARIS I et PARIS III, comptant parmi ses élèves Arnaud Desplechin ou Noémie Lvovsky.
Il a notamment donné son premier rôle à Juliette Binoche dans Liberty Belle ainsi qu'à Karin Viard dans La Perle et les cochons.
En 2011, il s'initie à la mise en onde d'une pièce de théâtre qu'il a écrite : Mésalliance, sur le couple des Jouhandeau, coréalisé par Jacques Taroni, avec les voix notamment de Philippe Laudenbach, Judith Magre et Julie-Marie Parmentier.
Il meurt le 31 août 2020 à l'âge de 74 ans.

## Filmographie

### Réalisateur
- 1973 : La Mort de Janis Joplin (court métrage)
- 1975 : À propos de Pierre Rivière (court métrage)
- 1978 : Dora et la Lanterne magique
- 1980 : La Machine panoptique (court métrage)
- 1981 : Chirico par Cocteau (court métrage)
- 1982 : La Couleur de l'abîme (moyen métrage)
- 1983 : Liberty belle
- 1984 : Nouvelle Suite vénitienne (moyen métrage)
- 1987 : L'Effet France aux USA (moyen métrage)
- 1987 : Le Fantôme du Théâtre (court métrage)
- 1988 : La Perle et les Cochons (court métrage)
- 1989 : Guimard (moyen métrage)
- 1989 : Arche de la défense (court métrage)
- 1989 : Le Cinéphile et le Village (moyen métrage)
- 1990 : Un jeu d'enfant
- 1991 : Collections privées/Art public (moyen métrage)
- 1991 : De l'autre côté du racisme
- 1996 : L'Éducatrice
- 1998 : Le Monde d'Angelo
- 2001 : La Théorie du fantôme (moyen métrage)
- 2003 : Rêves en France
- 2006 : Héroïnes de la Bible dans la peinture (moyen métrage)
- 2010 : Je ne vous oublierai jamais
- 2016 : Jean Dupuy, une biographie à 2 têtes (court métrage)
- 2017 : Le bonheur est pour demain ! (moyen métrage)

### Scénariste
- 1978 : Dora et la lanterne magique
- 1983 : Liberty belle
- 1990 : Un jeu d'enfant
- 1996 : L'Éducatrice
- 1997 : Pondichéry, dernier comptoir des Indes de Bernard Favre
- 2010 : Je ne vous oublierai jamais

### Acteur
- 1975 : India Song de Marguerite Duras : voix de la réception
- 1978 : La Vocation suspendue de Raoul Ruiz : le membre de la Dévotion
- 1988 : Dernier Cri de Bernard Dubois : conseiller militaire américain

## Publications
- Roman Polanski, Éditions du Cerf, 1970
- Mésalliance (Les Jouhandeau), Papier Sensible Éditions, 2011.